# Karl Gallwitz (Ministerialdirektor)
Karl Gallwitz (* 29. Januar 1882 in Pitschen, Provinz Schlesien; † 26. Juli 1945 in Berlin) war ein deutscher Architekt und Baubeamter, der zuletzt als Ministerialdirektor in der Abteilung Bauwesen des Luftwaffenverwaltungsamts arbeitete.

## Leben
Gallwitz studierte ab 1902 Architektur an der Technischen Hochschule Darmstadt und wurde Mitglied der Darmstädter Burschenschaft Frisia. 1904 wechselte er an die Technische Hochschule (Berlin-)Charlottenburg und legte dort 1906 die Diplom-Hauptprüfung ab.
Zusammen mit Gottlieb Lenzen entwarf er das Gebäude des Heereswaffenamts, das 1928–1929 ausgeführt wurde. Innerhalb des Luftwaffenverwaltungsamts wurde eine Abteilung Bauwesen eingerichtet, und Gallwitz übernahm dort die Leitung im Rang eines Oberregierungsbaurats. Die Aufgaben dieser Abteilung waren unter anderem Neu- und Umbau sämtlicher Flughäfen. 1940 wurde er zum Ministerialdirektor befördert. 1944 ging Gallwitz in den Ruhestand und Franz Xaver Dorsch übernahm seine Position.

## Auszeichnungen
- Kriegsverdienstkreuz I. Klasse mit Schwertern

## Schriften
- Fliegerhorste der Luftwaffe. In: Die Kunst im Deutschen Reich, Ausgabe B, Heft 4, 1940.